# Герб Черустей
Герб Черустей — официальный символ городского поселения Черусти, Московской области.
Герб утвержден 21 марта 2011 года и внесен в Государственный геральдический регистр Российской Федерации под номером 7217.

## Описание герба
«В зеленом поле на включенной лазоревой узкой оконечности — золотое колесо, на котором стоит глухарь того же металла».
Герб городского поселения Черусти может воспроизводиться с вольной частью в соответствии со ст. 10 Закона Московской области № 183/2005-ОЗ "О гербе Московской области".

## Обоснование символики
Центр муниципального образования — рабочий поселок Черусти — основан в 1910—1912 году, а уже в 1935 году получил статус посёлка городского типа. Однако задолго до этого уже существовала деревня Черусти, указанная на карте генерального межевания 1790 года, а существующая легенда о происхождении названия и вовсе отсылает к событиям нашествия хана Батыя в 1237 году.
Развитие поселка Черусти и жизнь современного муниципального образования городское поселение Черусти неразрывно связаны с железной дорогой. Сразу при строительстве железнодорожной линии станция Черусти стала крупным транспортным узлом. Здесь было открыто паровозное депо. В 1960 году была проведена линия электрификации Москва — Черусти, и все поезда здесь стали менять электровоз на тепловоз. Практически все население поселка состояло из железнодорожников. В гербе значимая роль дороги отражена золотым колесом.
На территории городского поселения расположен заказник Черустинский лес. Болотистые пространства Черустинского леса — местообитание редких растений и животных, занесенных в Красную книгу, что в гербе аллегорически отражено золотым глухарем и дополнено зеленым цветом — символом природы, здоровья, молодости и жизненного роста.
Золото — символ богатства, стабильности, уважения и интеллекта.
Зеленое поле и лазоревая оконечность повторяет основные цвета герба Шатурского муниципального района, что символизирует общность территории и единство городского поселения и муниципального района.
Голубой цвет — символ чести, истины, духовности, добродетели и чистого неба.